# Paragus marshalli
Paragus marshalli är en tvåvingeart som beskrevs av Mario Bezzi 1915. Paragus marshalli ingår i släktet stäppblomflugor, och familjen blomflugor. Inga underarter finns listade i Catalogue of Life.